# Schoenorchis sumatrana
Schoenorchis sumatrana är en orkidéart som beskrevs av Johannes Jacobus Smith. Schoenorchis sumatrana ingår i släktet Schoenorchis och familjen orkidéer. Inga underarter finns listade i Catalogue of Life.